# Buzhabad
Buzhabad (persan : بوژاباد romanisé en Būzhābād) est un village dans la province du Khorasan-e Razavi en Iran. Lors du recensement de 2006, sa population était de 644 habitants répartis dans 197 familles.